# Richard Boyle (remer)
Richard Frederick Robert Pochin Boyle (Henley-on-Thames, Oxfordshire, 11 d'octubre de 1888 – Pershore, Worcestershire, 6 de febrer de 1953) va ser un remer anglès que va competir a començaments del segle xx.
El 1908 va prendre part en els Jocs Olímpics de Londres, on guanyà la medalla de bronze en la prova del vuit amb timoner del programa de rem.
Boyle estudià a la Universitat de Cambridge i va fer de timoner a l'equip de Cambridge a la Regata Oxford-Cambridfe de 1907 i 1908. Fou ferit durant la Primera Guerra Mundial, on lluità com a capità al regiment d'Infanteria Lleugera d'Oxfordshire i Buckinghamshire.